# Progne cryptoleuca
Progne cryptoleuca е вид птица от семейство Лястовицови (Hirundinidae).

## Разпространение
Видът е разпространен в Куба и САЩ.